# Bill Finger
Milton "Bill" Finger (8. februar 1914 – 18. januar 1974) var en amerikansk forfatter, som er bedst husket for (dog ikke officielt krediteret) at være medskaber af figuren Batman sammen med Bob Kane samt med-arkitekt af seriens udvikling. Han hjalp også med at skabe The Riddler og arbejdede med The Green Lantern.